# Socialisti Democratici Italiani
Die Socialisti Democratici Italiani (Italienische Demokratische Sozialisten, SDI) waren eine Partei in Italien, die von 1998 bis 2007 bestand. Die Partei gehörte als eine der kleineren Parteien dem Mitte-links-Wahlbündnis L’Unione an und war auf europäischer Ebene Mitglied der Sozialdemokratischen Partei Europas. 
Die Jugendorganisation der SDI war die FGS (Federazione Giovani Socialisti, Föderation Junger Sozialisten).

## Geschichte
Die SDI entstanden 1998 aus den Socialisti Italiani, der größeren der beiden aus der früheren PSI hervorgegangenen Fraktionen, sowie aus Teilen der ersten Wiedergründung des Partito Socialista, der Federazione Laburista und Überresten der Partito Socialista Democratico Italiano.
Unter der Führung von Enrico Boselli waren die SDI 1996 und 2001 Teil des Wahlbündnisses L’Ulivo, dabei 1996 verbunden mit dem Rinnovamento Italiano, 2001 mit den Grünen (unter dem Namen Il Girasole) und 2006 mit dem Partito Radicale. Der Camera dei deputati gehörten bis 2006 neun, dem Senat sechs Mitglieder der SDI an.
Zur Parlamentswahl 2006 schloss sich die SDI mit dem Partito Radicale zum Bündnis Rosa nel Pugno („Rose in der Faust“) zusammen. Nach den Wahlen konnten die Sozialisten keinen Vertreter in den Senat entsenden, in der Abgeordnetenkammer aber zumindest ihre neun Sitze halten.
Im Oktober 2007 schlossen sich die SDI mit Abtrünnigen der Nuovo PSI sowie einer Reihe weiterer sozialdemokratischer und sozialistischer Gruppierungen zu einer neuen Sammlungspartei zusammen, der Partito Socialista. Diese enttäuschte jedoch bei den Parlamentswahlen in Italien 2008 sämtliche Erwartungen und verfehlte mit lediglich knapp 1 % der Stimmen den Einzug in beide Kammern.